# بني ركاب (قبيلة)
بني ركاب أو بني رچاب كما يلفظ في اللهجة العراقية هي قبيلة عراقية عربية تُنسب الى أمارة ربيعة العدنانية
قبيلة بني ركاب هي قبائل تغلبيه وان جد قبيلة بني ركاب الجامع هوا الأمير مبارك بن الأمير منجد والئ ربيعة وهم من أحفاد مالك بن طوق بن عتاب التغلبي والشاعر عمرو بن كلثوم التغلبي وتنقسم بني ركاب الئ عدة بطون :
وهم ال حميدة وهم شيوخ بني ركاب والمناصره وال حاتم وال عايد وال جابر وال بوحمزة وال ساير وال جدوع وال يوسف وال صالح وال خنفر وال بوحمد والحميدات وال الحمام وال بوغلام والكريشات والبريع والمطوك وال كطان وال سفيح وال شاتي والبوزامل وال خنفر وغيرها من العشائر الكريمه وهذه بطون فيها الكثير من العشائر ويقدر بنحو 135 عشيره او أكثر 
وقد كان لبني ركاب دور مهم في محاربة الاحتلال الإنكليزي وقدمو الكثير من التضحيات من أجل الوطن ولقد كانو ضمن حلف الاجود امارة المنتفق وقد شاركو في حروب كثيرا من حروب المنتفق وغيرها
وأرض بني ركاب تعد من أكبر الأراضي في جنوب العراق ولبني ركاب اخوة هم  قبيلة الرحبي وقبيلة عتاب واما عن تسمية بني ركاب بهذه الاسم وما يعني الركاب هي ألاعالي اي (المرتفعات)

التي اجتمعت عليها حين انقضت حرب البسوس وتقع هذه المرتفعات في مناطق ضهران شمال شرق الحجاز وان الحدود الجغرافيه لئ بني ركاب من الشمال الصويره اي إمارة زبيد ومن الجنوب الئ الغراف  ومن الغرب شط الغراف ومن الشرق الديوانيه والسماوه وهذا النسب في وثائق مكتوبه قبل مئات السنين هؤلاء بني ركاب اهل العراق اما القسم الاخر فهو في طهران ومن شيخوهم الشيخ نايف الركابي والقسم الثاني في بلاد الشام كل من الاردن وفلسطين وسوريا تقع قبائل بني ركاب في شمال شرق الأردن والعمايره في فلسطين وقلاع بني ركاب في سوريا وهي من المعالم المعروفه والقسم الثالث في الخليج مثل النجدي في قطر والكطيش في عمان والبحرين  وتشكل بني ركاب الاكثريه   نخوتهم أخوة عايشة تستوطن محافظة الناصرية (ذي قار) تحديداً قضاء الرفاعي مركز القبيلة جنوب العراق ،

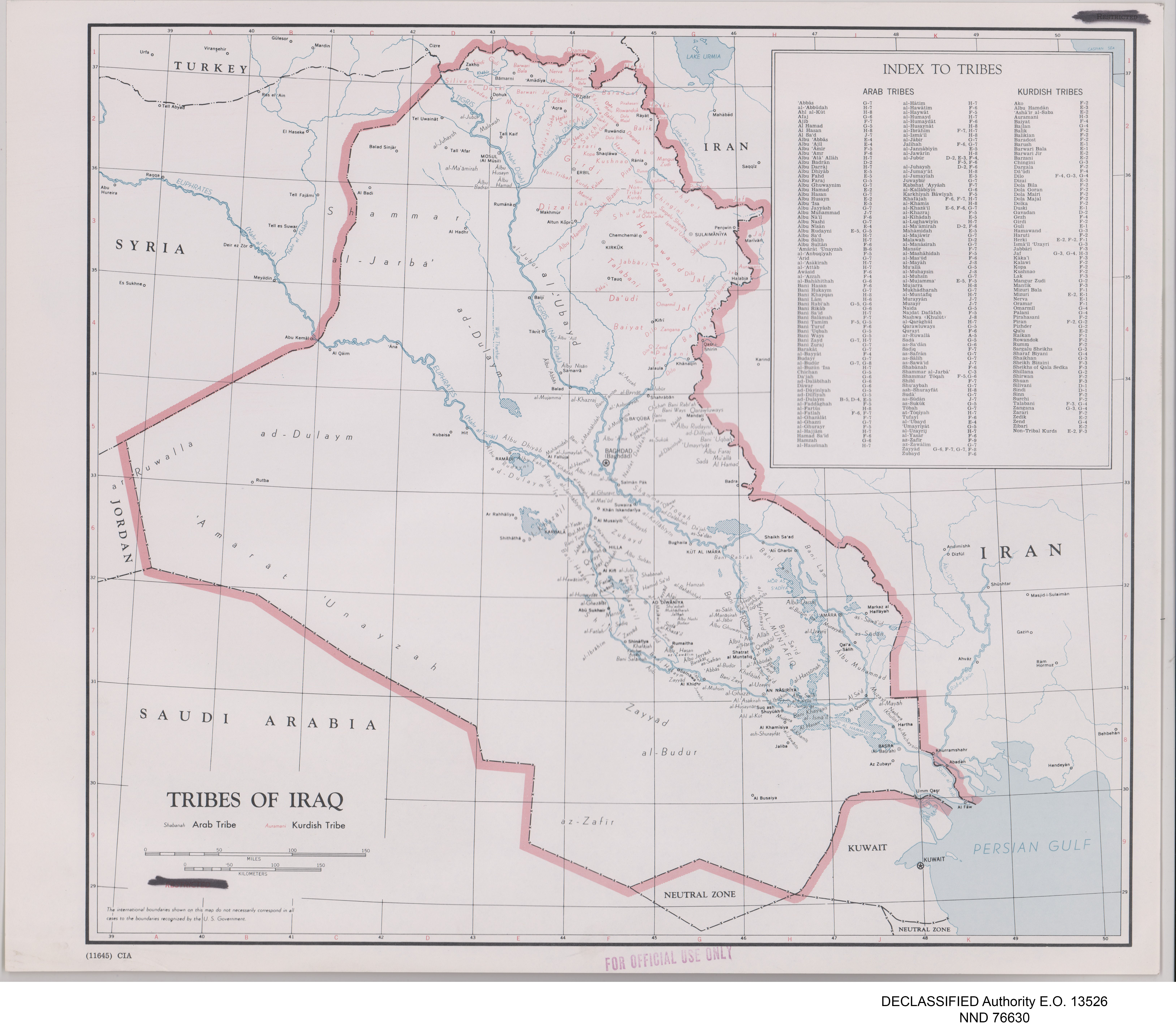

امارة ربيعة

. 